# 서원리 (조선)
서원리(徐元履, 1596년 ~ 1663년)는 조선의 문신이다. 본관은 대구, 자는 덕기(德基), 호는 화곡(華谷)이다. 할아버지는 판중추부사 약봉 서성(徐渻)이고, 아버지는 우의정 서경우(徐景雨)이며, 어머니는 성염(成恬)의 딸인 창녕 성씨(昌寧成氏)이다.

## 생애
서원리는 1627년(인조 5년)에 생원(生員)이 되었고, 세마(洗馬)와 부수(副率)를 거쳐 왕자의 사부(師傅)가 되었다. 후에 봉림대군(鳳林大君 - 훗날 효종(孝宗))을 학문을 가르쳤고, 볼모로 심양(瀋陽)에 있을 때 시종하여 두터운 신임을 받았다.
후에는 공조좌랑(工曹佐郞) - 정6품), 호조좌랑(戶曹佐郞 - 정6품), 호조정랑(戶曹正郞 - 정5품)과 공조정랑(工曹正郞 - 정5품)을 지냈고, 청도군수(淸道郡守)를 선정을 베풀었다. 1651년(효종 2년)에 천안군수(天安郡守)로 되었고, 대동법(大同法)을 잘 시행하였다. 후에 세자(훗날 현종(顯宗))의 명으로 춘궁강관(春宮講官)을 뽑혀 진선(進善)에 특진하였다.
이후 장령(掌令 - 정4품), 집의(執義 - 종3품), 승지(承旨 - 정3품), 호조참의(戶曹參義 - 정3품), 공조참의(工曹參議 - 정3품)와 강원도관찰사(江原道觀察使 - 종2품) 관직을 역임하였고, 1656년(효종 7년)에 경상도관찰사(慶尙道觀察使 - 종2품)를 지냈다. 이듬해 강화부유수(江華府留守 - 종2품)가 되어 효종의 북벌계획(北伐計劃)을 도와 군비의 충실을 도모했다. 1659년(현종 즉위년)에 서원리는 동지중추부사겸총관(同知中樞府事兼摠管 - 종2품)을 지냈다. 이어 한성부우윤(漢城府右尹 - 종2품)을 거쳐 원두표(元斗杓)의 추천으로 호조참판(戶曹參判 - 종2품)이 되었고, 비변사당상(備邊司堂上)을 겸했다.
이듬해 궁가설장(宮家設莊)의 폐단을 강력히 주장하였고, 잠시 파직되었다. 1662년(현종 3년)에 함경도관찰사(咸鏡道觀察使 - 종2품)로 나가 1663년(현종 4년)에 임지에서 사망했다.

## 가족 관계
- 고조할아버지: 서고(徐固)
  - 증조할아버지: 서해(徐嶰)
    - 할아버지: 서성(徐渻)
      - 아버지: 서경우(徐景雨)
      - 어머니: 성염의 딸
        - 아들(양자): 서문중(徐文重)
        - 부인: 최산립의 딸
        - 부인: 김육의 딸